# 田中爱美
田中爱美（日语：／ Tanaka Aimi，1992年4月28日—），日本女性配音员，目前隶属于81 Produce。

## 人物
2016年，獲得第10回聲優獎的新人女優賞。
2018年2月18日，開通instagram個人帳號發第一張帖子兔子帽照片。
每年休假去旅遊休閒玩耍，2018年4月沖繩游跟母親一起合拍。
2019年2月18日instagram帳號慶祝5000粉絲登錄一週年。
2019年4月5日宣布以个人身份出道，出道专辑为《コバルト》 暫譯英語：cobalt。

## 演出作品
※粗體字為主要角色

### 電視動畫
2012年
- 偶像学园（小女孩）#36

2013年
- THE UNLIMITED 兵部京介（小孩）
- LINE TOWN（外星小孩）
- 团地友夫（芹泽、福冈、同年生A、男子、男孩子、中学生、制服少女、女子高中生、主婦、狗的飼主、女子兒童）
- 星光少女 彩虹舞台（司會、幼兒A）
- 特例措施團體斯特拉女子學院高等科C3部（京子、香织、女孩、女子A）
- 偶像学园 2（小女孩）#95
- 飙速宅男（女学生、女孩、女子高中生、女粉絲）

2014年
- コトリサンバdeあいうえお（ベリーニャ）
- 团地友夫（福冈遙香、宫川、宮島、宮島先生、收銀員、小學兒童、女子兒童、女子中學生、6年級男子A、姐姐、女子考生、レポーター）
- 献给某飞行员的恋歌（妮娜·维恩特的女配音演员）
- WASIMO 第一期（ひより[3]）
- 龍收藏（友人A）
- Pripara 第一期（偶像、女孩）
- 花舞少女（旅馆客人）
- 東京ESP（女孩）
- 笑傲昙天（ゲロ吉、ぽこ）
- CROSSANGE 天使与龙的轮舞（巫女）
- 飙速宅男 GRANDE ROAD（观光客、店员、小學生男子）
- 结城友奈是勇者（同学）

2015年
- 绝对双刃（美和）
- WASIMO 第二期（ひより）
- ゴー!ゴー!キッチン戦隊クックルン（ミトン）
- Pripara 第二期（迷你法露璐）
- 血界战线（护士）
- 放学后的昴星团（ゆき、ゆずる、奈奈子的弟弟）
- 山田君与7人魔女（えり）
- PIKAIA! 第二期（ウェンディ[4]）
- 我家有個魚乾妹（土间埋[5]、土间母亲）
- 槍與面具（劉羽炎）
- 不思議美眉（松嶋綾、梅努斯）
- 對魔導學園35試驗小隊（渣滓）

2016年
- 粗點心戰爭（少年）
- Re:從零開始的異世界生活（卡德蒙的女兒）
- UTOPA（庫依）
- 偶像學園STARS！（菅野真綾）
- 境界之輪迴 第2期（佳奈）
- ReLIFE 重返17歲（排球部部員B）
- Tales of Zestiria the X 第1期（少女）
- 魔裝學園H×H（古蕾絲·辛克拉維亞）
- 這個美術社大有問題！（萌香、女子、放送委員、女學生）
- 時間旅行少女～真理、和花與8名科學家～（約翰）
- Active Raid－機動強襲室第八課－ 2nd（鏑木鞠萌）
- 齊木楠雄的災難（齊木楠雄〈嬰兒〉）
- 時間飛船24（妹）
- SHOW BY ROCK!!#（珮珮因）

2017年
- 亞人醬有話要說（女學生）
- 小魔女學園（少女）
- MARGINAL#4 由KISS開始創造的Big Bang（RUI〈小孩〉）
- 黑色推銷員NEW（冒牌孫子）
- 快盜天使BREAK（宇狩頃美、ルンルン）
- 阿童木起源（秋葉志筑）
- 奇奇冒險日記（小孩A）
- 迪亞地平線（被）（蘇菲亞）
- 十二大戰（必爺孫女）
- Infini-T Force（黑澤香奈）
- 側車搭檔（目黑惠）
- 動畫同好會（女學生）
- 我家有個魚乾妹R（土间埋[6]、土间母亲）
- 我的女友是個過度認真的處女bitch（女學生）
- 狐妖小紅娘（東方月初（少年））

2018年
- Slow Start（佐佐木陽菜）
- 沒有心跳的少女 BEATLESS（女子A、女學生A）
- 齊木楠雄的災難 第2期（齊木楠雄〈小學生〉）
- 食戟之靈（蓓儿塔）
- 偶像學園Friends！（真波真倫）
- 工作細胞（未成熟胸腺細胞5）
- Anima Yell!（猿渡曉音[7]）

2019年
- 笨拙之極的上野（田中[8]）
- 盾之勇者成名錄（修女）
- 八月的棒球甜心（秋乃小麥、向月高校社員）
- 女高中生的虛度日常（原宿）
- 滿月之戰（香織）
- Re:Stage！Dream Days♪（岬珊瑚[9]）

2020年
- 偶像學園 on Parade！（真波真倫）
- 掠奪者（拿人偶的女孩子、小孩子）
- 奇幻☆怪盜？（不知火聖）
- 22/7（松永悠）
- ARP Backstage Pass（叶真璃、校內放送）
- 食戟之靈 豪之皿（蓓兒塔）
- 魔法水果籃 第2期（女學生）
- Re:從零開始的異世界生活 2nd season（琉茲·畢爾瑪）
- 賽馬娘四格（微光飛駒）

2021年
- 2.43 清陰高中男子排球社（女子籃球社社長）
- 轉生成蜘蛛又怎樣！（悠莉恩·烏倫／長谷部結花）
- 悠悠哉哉少女日和 Nonstop（篠田茜）
- SHOW BY ROCK!! STARS!!（珮珮因）
- 比方說，這是個出身魔王關附近的少年在新手村生活的故事（庫米）
- Tropical-Rouge！光之美少女（庫魯倫）
- 不要欺負我，長瀞同學（智慧型手機的聲音、貓印章）
- 暗夜第六感 2041（保育園女童B）
- 無職轉生～到了異世界就拿出真本事～（小孩E）

2022年
- 薔薇王的葬列（兩位王子 理查）
- 異世界歸來的舅舅（幼年艾德加）

2023年
- 物之古物奇譚（鏡[10]）
- 女神咖啡廳（粕壁隼 幼少期、客人A、樂隊成員B、女孩子C）
- 帶著智慧型手機闖蕩異世界。2（威爾）
- 機戰少女Alice Expansion（汽霧騎士、藤野彌生）
- 鬼滅之刃 刀匠村篇（不死川琴）
- 放學後少年花子君（姊姊）

2024年
- 四處貼上吧！小狗（學生、ダツ代）
- 魔女與野獸（歐恩特）
- 狼與辛香料 MERCHANT MEETS THE WISE WOLF（少女）

2025年
- Summer Pockets（加藤羽未[11]）
- MIRU 我的未來（點丸[12]）
- 忍者與殺手的同住日常（井堤湊）

### 劇場動畫
2017年
- KING OF PRISM -PRIDE the HERO-
- 劇場版 妄想學生會（天野美幸）

2018年
- えんぎもん（小福）

### OVA
2012年
- ファンタジーリカちゃん マーメイドリカちゃん

2015年
- 我家有個魚乾妹（土间埋）

2017年
- 我家有個魚乾妹R（土间埋）

### 網路動畫
2014年
- かなかなかぞく（ミビョーナ、ミビョーネ[13]）

2017年
- 尋找屍體（紅人）

2024年
- 奇奇暑假日記（てぃーだ[14]）

### 遊戲
2014年
- 俺タワー -Over Legend Endless Tower-（ミニショベル[15]、プラスドライバー、鉋、ホイールクレーン）

2015年
- ザクセスヘブン（澤田幸二郎、一色志摩[16]）
- 戦国アスカZERO（蛟[17]）

2016年
- 戰鬥女子學園（阿魯魯）

2017年
- 新槍彈辯駁V3 大家的自相殘殺新學期（夢野秘密子）
- Re:Stage！（岬珊瑚）
- Princess Principal GAME OF MISSON（朱美帆）
- 少女前線（柯爾特左輪）

2018年
- Summer Pockets（加藤羽未)[18]）
- 赛马娘Pretty Derby（微光飞驹）
- 天華百劍-斬（兒手柏包永）

2019年
- COLOR PIECEOUT （ リリィ・ベル（莉莉））
- 拳皇全明星（李梅）

2021年
- 《精神病大王花》 （美穗實）

2022年
- 《偶像榮耀》 （kana）
- 《碧藍航線》 （皇家幸運號）

### CD

#### 廣播網路節目
2018年
- あいみと丸佳のゆいつむに！（田中愛美與朝日奈丸佳的獨一無二！）（主持）   2018.8.19-2019.4.26.

### 其他
- 音街Una 语音合成软件系列

## 註解
1. ↑  来自本人的Twitter （页面存档备份，存于）。
2. ↑  http://www.81produce.co.jp/list.cgi?lady+3141110102620 （页面存档备份，存于） 来自81 Produce的官方个人简介。
3. ↑  . NHKアニメワールド わしも-wasimo-.   [2014-01-31]. （原始内容存档于2014-02-03）.
4. ↑  . ピカイア. NHK生命大躍進.   [2015-07-11]. （原始内容存档于2015年6月9日）.
5. ↑  . 『干物妹!うまるちゃん』アニメ公式サイト.   [2015-05-14]. （原始内容存档于2015-05-09）.
6. ↑  . 『干物妹!うまるちゃん』アニメ公式サイト.   [2017-04-08]. （原始内容存档于2017-04-08）.
7. ↑  . 電視動畫「Anima Yell!」官方網站.   [2018-09-28]. （原始内容存档于2018-07-20）.
8. ↑  . 電視動畫「笨拙之極的上野」官方網站.   [2018-10-25]. （原始内容存档于2018-11-25）.
9. ↑  . 電視動畫「Re:Stage！Dream Days♪」官方網站.   [2019-02-27]. （原始内容存档于2019-02-28）.
10. ↑  @mononogatari_pr.  (推文). 2022-08-17  [2022-08-17] –Twitter （日语）.
11. ↑  . Comic Natalie. 2024-09-15  [2024-09-15]. （原始内容存档于2024-09-16） （日语）.
12. ↑  . Comic Natalie. 2025-02-25  [2025-02-25] （日语）.
13. ↑  . かなかなかぞく.   [2014-06-27]. （原始内容存档于2015-01-23）.
14. ↑  . Comic Natalie. 2024-04-25  [2024-04-25]. （原始内容存档于2024-05-03） （日语）.
15. ↑  . DMMオンラインゲーム.   [2014-09-04]. （原始内容存档于2014-09-03）.
16. ↑  . ザクセスヘブン.   [2015-08-06]. （原始内容存档于2015-08-04）.
17. ↑  . 戦国アスカZERO 公式サイト. ORATTA.   [2015-06-06]. （原始内容存档于2020-09-28）.
18. ↑  . Summer Pockets. Key.   [2018-02-28]. （原始内容存档于2018-03-05）.

## 外部連結
- 事務所公開簡歷（日語）
- 田中爱美的X（前Twitter）（日語）
- 田中爱美的Instagram帳戶 （日語）